# Artedidraco
Artedidraco is een geslacht van straalvinnige vissen uit de familie van gebaarde ijskabeljauwen (Artedidraconidae).

## Soorten
- Artedidraco glareobarbatus Eastman & Eakin, 1999
- Artedidraco mirus Lönnberg, 1905
- Artedidraco orianae Regan, 1914
- Artedidraco shackletoni Waite, 1911
- Artedidraco skottsbergi Lönnberg, 1905
- Artedidraco lonnbergi Roule, 1913